# آني ووكر
آني ووكر (بالإنجليزية: Annie Louisa Walker)‏ (و. 1836 – 1907 م) هي روائية، وشاعرة، وكاتِبة كندية، ولدت في إنجلترا، توفيت عن عمر يناهز 71 عاماً.
.

## الحياة المبكرة والتدريس
وُلدت آنا لويزا لروبرت وآنا ووكر في 23 يونيو 1836 في ستافوردشاير بإنجلترا. كانت الأصغر من بين أشقائها التسعة، وعلى الرغم من أن إخوتها توماس وأندرو وتشارلز هم فقط أشقاؤها الأشقاء، وكان والدها مهندساً مدنياً وأخذ العائلة إلى بوانت ليفيس الواقعة في أسفل كندا في حوالي عام 1853، حيث كان يعمل في سكة حديد جراند ترنك. في عام 1858، انتقلت العائلة مرة أخرى إلى سارنيا، كندا الغربية. وبعد وصولهم بفترة وجيزة، أسست آنا لويزا وشقيقتاها فرانسيس وإيزابيلا مدرسة خاصة للبنات. ظلت المدرسة مفتوحة لبضع سنوات فقط قبل وفاة فرانسيس وإيزابيلا واضطرت لإغلاقها.